# Riksväg 70

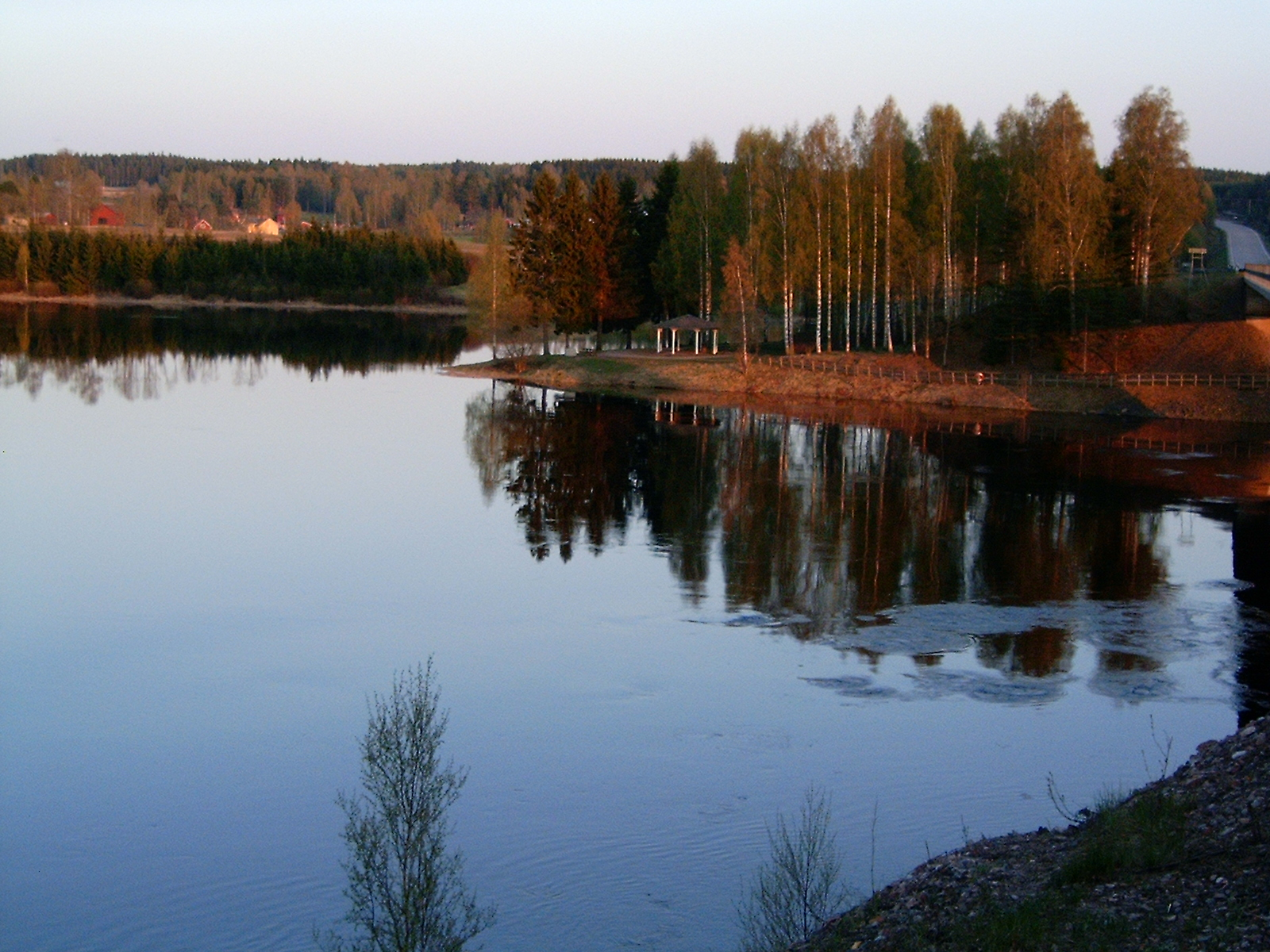
Riksväg 70 (till höger i bilden) går över Dalälven tre gånger, bland annat mellan Avesta och Hedemora.

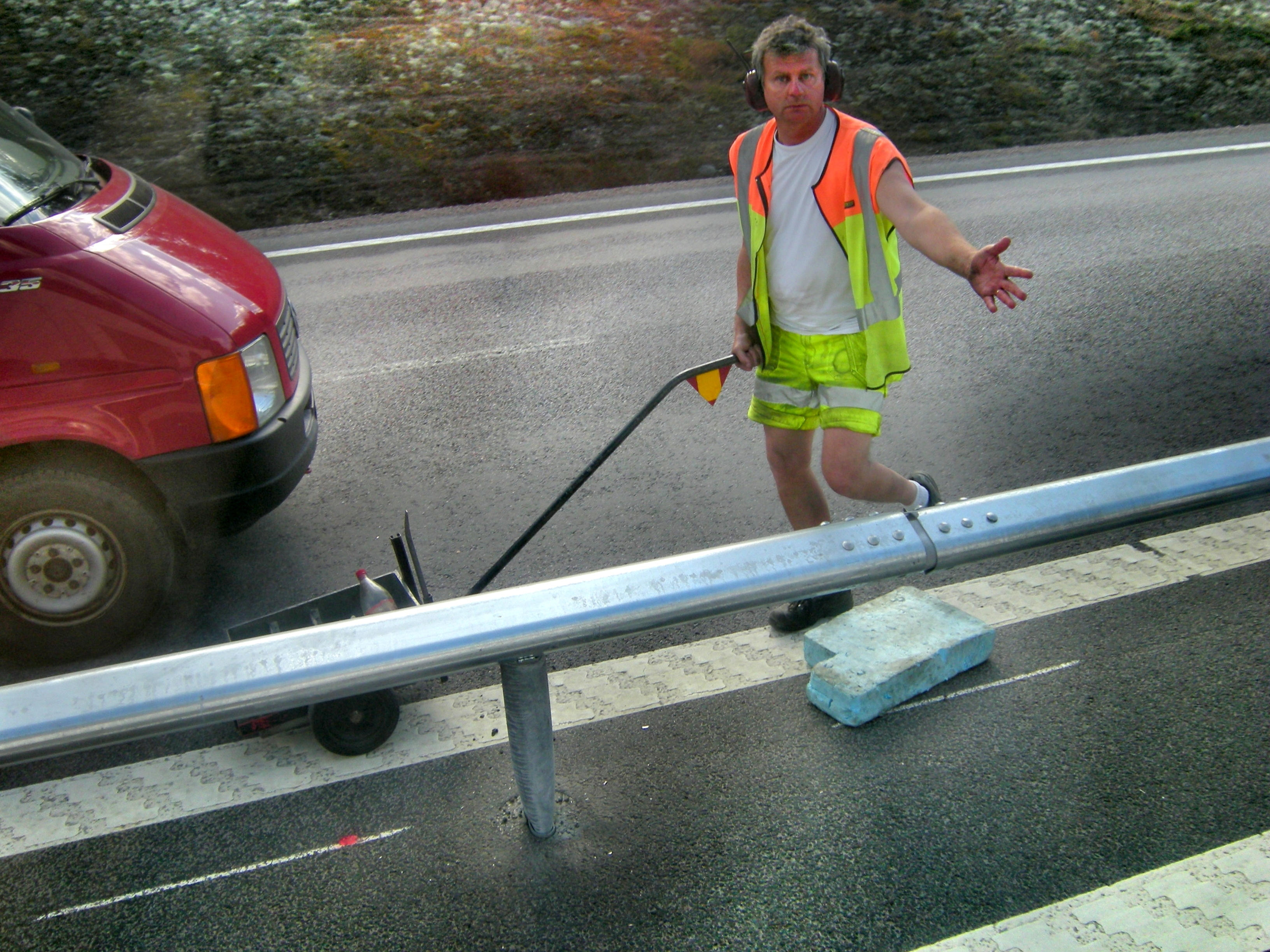
Uppsättning av ellipsräcke på sträckan mellan Avesta och Hedemora.

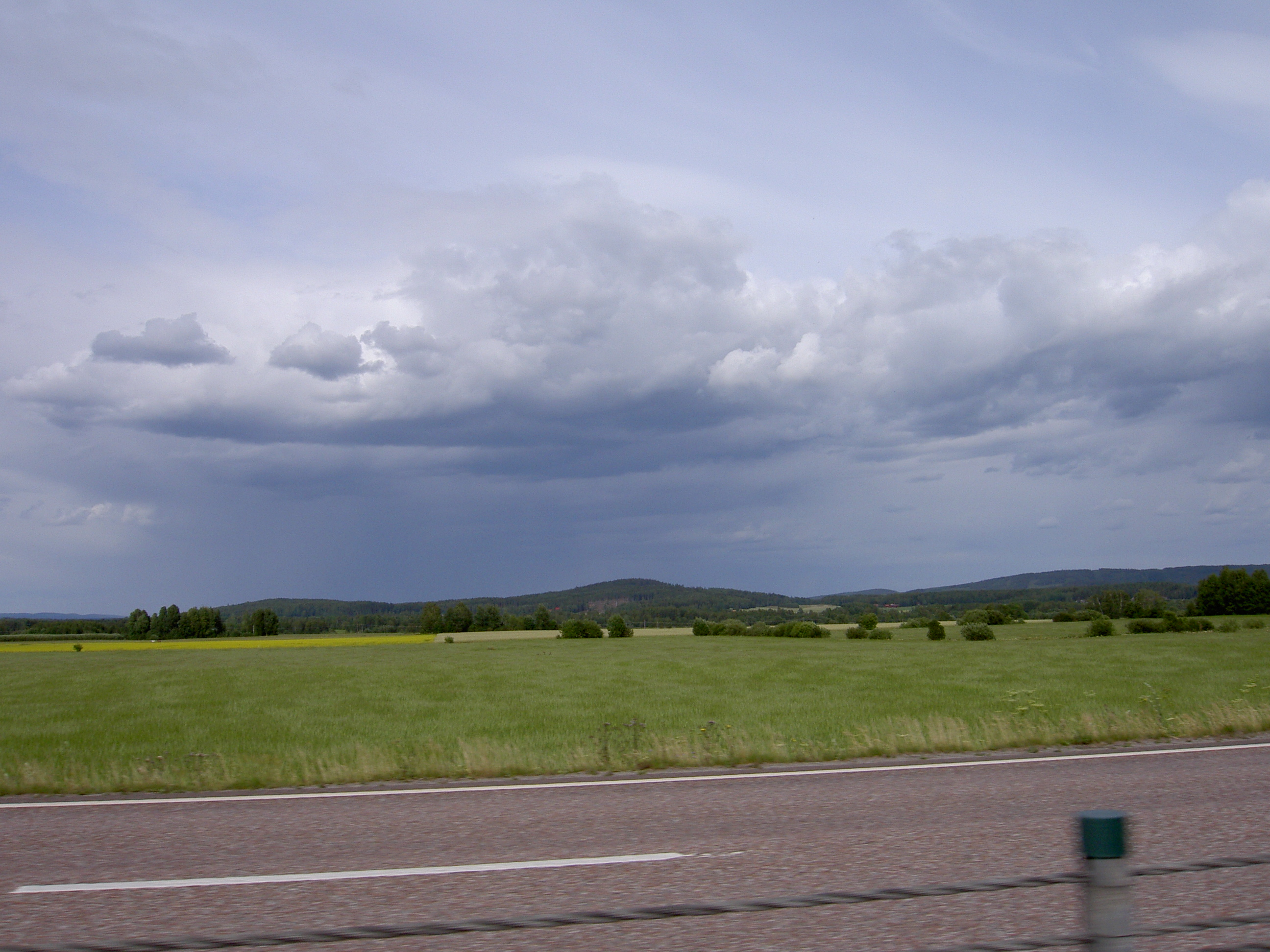
Mellan Säter och Borlänge är Riksväg 70 "2+1"-motortrafikled med vajerräcke.

Riksväg 70 är en omkring 430 kilometer lång svensk riksväg som går från Enköping i sydöst och den norska gränsen vid Flötningen (37 kilometer väster om Idre) i nordväst, via bland annat Sala, Avesta, Hedemora, Säter, Borlänge, Rättvik, Mora och Älvdalen. Det är en nationell stamväg mellan Enköping och Mora.
Riksväg 70 är en del av Stockholmsvägen för majoriteten av dalfolket. Passerar man riksgränsen fortsätter vägen som den norska fylkesväg 218.
Vägen skyltas norrut först Mora, därefter Röros (Norge). Söderut skyltas först Mora, därefter Enköping.

## Standard och planer
Vägen har varierande standard men är vanlig landsväg med plankorsningar förutom nedan sträckor. 
- Enköping–Simtuna, 2+1-väg, 17 km.[1]
- Sör Kivsta–Säter, 2+1-väg, 77 km.
- Säter–Romme, motortrafikled 2+1, 19 km.
- Romme–Borlänge, fyrfältsväg.
- Färnäs–Mora Noret, 2+1-väg, 4 km

Planerna för vägen inkluderar:
- Simtuna–Kumla som är smal och begränsad till 70 km/h är tänkt att bli breddad till 2+1 och 1+1-väg samt parallellväg.[2]
- Kumla-Sör Kivsta är en sträcka där en av landets få kvarvarande plankorsningar mellan en stamväg och järnväg finns. Den ska byggas bort i den etappen samt så ska väg 70 rustas för att passa in i den övriga kapacitetshöjningen som gjorts bland annat i och med "Förbifart Sala".[2]

- Ombyggnad till mötesfri landsväg av sträckan Borlänge–Djurås, som är gemensam med E16. Ombyggnad av sträckningen mellan Mellstarondellen och Norr Amsberg pågår. [3]
- Genomfart Mora, förbättring av befintlig väg, gemensam med E45. Ombyggnad pågår. [4]

## Historia
En väg mellan Stockholm och Dalarna som var körbar med häst och vagn har funnits sedan medeltiden, se Dalkarlsvägen.
Under perioden från 1940-talet till 1962 hade vägen på sträckan Enköping–Borlänge–Mora namnet Riksväg 12, och det numret gällde ända från Stockholm. Sträckan Mora–Särna–norska gränsen hette då Länsväg 295. 1962 infördes namnet Riksväg 70 istället på sträckan Enköping–Mora. Sträckan Mora–norska gränsen hette länsväg 295 ända till början av 1990-talet, då den gavs beteckningen riksväg 70.
Motortrafikleden Säter–Borlänge byggdes under andra halvan av 1970-talet och kom att färdigställas efter vägen runt Avesta. Under tidigt 1980-tal byggdes en förbifart runt Sala, som dock var snålt gjord, fortfarande inom Sala tätort och med vanliga plankorsningar. Det finns vissa relativt nya eller ombyggda sträckor mellan Avesta och Säter. Vägen förbi Gagnef och Djurås byggdes 1960–1961. Förbifart förbi Krylbo och Karlbo färdigställdes 1987.
Den tidigare vägen mellan Broddbo och Sala var väldigt smal och det i kombination med den dåliga genomfarten i Sala bildade "Salaproppen". Den åtgärdades med en ny förbifart väster om Sala som är 2+1-väg och 18 km lång. Den nya vägen blev klar i november 2008.
Övriga sträckor är äldre, ibland 1800-talssträckor eller äldre som är asfalterade och lätt breddade. Längs sträckan Enköping–Kumla kyrkby står milstenar längs vägen (några saknas eller står vid en lokalväg, men ett antal längs riksvägen), vilket visar att vägsträckningen här till större delen är densamma som på 1700-talet. Sträckan Kumla kyrkby–Mora saknar dessa milstolpar, vilket visar att vägen på denna sträcka är av något senare datum. Den gamla vägen går här oftast parallellt i närheten av nuvarande riksväg 70.
Strax utanför Kumla kyrkby söder om Sala passerar riksväg 70 järnvägslinjen Sala–Västerås via en plankorsning, vilket tidvis orsakar långa köer på riksvägen. Plankorsningar med järnväg är numera (2009) ganska sällsynta på det svenska riksvägsnätet, särskilt på en stamväg som denna. De är ett starkt tecken på en gammal väg, då man byggt planskilt mellan riks- och länsvägar och järnvägar vid i princip alla nybyggen sedan 1920-talet (dock blandat på Inlandsbanan).

## Trafikplatser, korsningar och anslutande vägar
|                                              | Nr       | Namn                        | Skyltning                                    |
| -------------------------------------------- | -------- | --------------------------- | -------------------------------------------- |
| Landsväg mellan Enköping (E18) och Säter     |          |                             |                                              |
|                                              | motorväg | Trafikplats Romberga        | Stockholm Oslo; Uppsala Norrköping           |
|                                              |          | i Fjärdhundra               | Heby                                         |
|                                              |          | nära Sala                   | Sala, Gävle ( Uppsala) (Rv 70 svänger)       |
|                                              |          | nära Sala                   | Västerås, Sala                               |
|                                              |          | nära Sala                   | Norberg, Sala                                |
|                                              |          | Trafikplats Mästerbo        | Krylbo, Gävle                                |
|                                              |          | Trafikplats Åsbo            | Örebro                                       |
|                                              |          | Trafikplats Skogsbo         | Avesta Centrum, Skogsbo                      |
|                                              |          | Trafikplats Brunna          | Norberg                                      |
|                                              |          | i Hedemora                  | Hofors                                       |
|                                              |          | i Hedemora                  | Falun, Rättvik                               |
| Motortrafikled Säter - Borlänge flygplats    |          |                             |                                              |
|                                              |          | Trafikplats Solvarbo        | Solvarbo                                     |
|                                              |          | Trafikplats Storhaga        | Mora, Enbacka, St Skedvi                     |
|                                              |          | Trafikplats Naglarby        | Naglarby, Torsång                            |
|                                              |          | Trafikplats Yttre Svärdsjö  | Grängshammar, Yttre Svärdsjö, Övre Svärdsjö  |
|                                              |          | Trafikplats Romme           | Romme, Flygplats                             |
|                                              |          | Trafikplats Hede            | Torsång, Smedjebacken, Travbana, Romme Alpin |
| Landsväg förbi Borlänge och vidare till Mora |          |                             |                                              |
|                                              |          | Grådarondellen i Borlänge   | , Gävle, Falun (Rv 70 svänger)               |
|                                              |          | Trafikplats Hantverkargatan | Centrum, Järnvägsstation (Borlänge)          |
|                                              |          | Backarondellen i Borlänge   | Örebro                                       |
|                                              |          | Norr Amsberg                | Falun                                        |
|                                              |          | i Djurås                    | Vansbro, Oslo                                |
|                                              |          | i Rättvik                   | Fagersta, Falun                              |
|                                              |          | i Rättvik                   | Furudal, Alfta                               |
|                                              |          | Trafikplats Färnäs          | Färnäs (Mora)                                |
|                                              |          | i Mora                      | Östersund                                    |
|                                              |          | i Mora                      | Karlstad; Mariestad (Rv 70 svänger)          |
|                                              |          | i Särna                     | Sälen                                        |
|                                              |          |                             | Tännäs                                       |
|                                              |          | i Flötningen                | gräns mot Norge, ansluter mot Drevsjø        |

## Alternativa vägar
Leksand - Mora. Länsväg W570–Länsväg W938–E45. (2 km längre, 5 minuter längre restid. Färre flaskhalsar).